# Pomo Pero
Pómo pèro. Paralipomeni d'un libro di famiglia è una raccolta di scritti di carattere autobiografico di Luigi Meneghello. Per certi versi lo si può considerare la continuazione del precedente libro Libera nos a Malo, ma è più intimo, più familiare.
Come viene evidenziato da diversi studiosi di Meneghello e da Giulio Lepschy in particolare, (pg. XLIX) - è stato suo collaboratore ed amico presso l'Università di Reading in qualità di “Reader” nel 1967 -, è che quello che racconta l'autore di autobiografico e di privato rivela valori generali per ogni individuo e per l'intera società.

## Contenuto
Il titolo è volutamente ambiguo e, come spiega l'autore, nella nota della quarta parte del libro:
dime la santa – verità:

Quala zéla? – Questa qua.
Nota che a Malo il pomo è un frutto non un albero, e altrettanto vale per il pero; gli alberi che li fanno sono il pomaro e il peraro, Nota inoltre che in questo testo (come nel titolo del presente libro) non abbiamo due frutti ma uno solo, un ambiguo “pomo pero” con due nature. In paese si è sempre preso per sottinteso che si tratta di compresenza metafisica, non incrocio o d'innesto; (...)»
(pag 755)
Il libro si divide in quattro parti:

### Primi
Gli scritti sono molto vicini (con molte analogie) sia sul piano sentimentale che letterario  al precedente Libera nos a Malo.

### Postumi
In questa parte c'è la  descrizione di stati d'animo. Nel racconto Cavar su i morti relativo alla sua presenza e di sua moglie Katia alla riesumazione dei suoi nonni si può ritrovare nella descrizione lo stato d'animo ognuno di noi di fronte alla morte. Di straordinaria poesia il passaggio su sua moglie, vista la tragedia da lei vissuta come ebrea slava di lingua ungherese:
(pag 665)
È significativo che quando Katia morì, il 26 settembre 2004, Gabriele Vacis lesse proprio questo racconto, come momento di saluto laico per la compagna della vita dell'autore.

### Ur Malo
Sono raccolti ventun  componenti poetici, tutti giocati sulle parole dialettali di Malo. Una  registrazione di parole, di suoni, di forme verbali, con  sdrucciole, i sostantivi sillabati e quant'altro. Sono componimenti lirici, tecnico-linguistici, affascinanti che fanno sentire le “voci” della lingua della sua terra.
Un esempio, la n. 17.
pèio sòio

òio

taio bóio

méio

saio sbròio

viaio

luio

griio

giio biio»
(pag 743)

### Congedo
In questa ultima parte l'autore inserisce alcune note per spiegare il significato dei vocaboli ai non veneti e sulle ragioni stilistiche da lui utilizzate.

## Edizioni
- Pomo pero. Paralipomeni d'un libro di famiglia, Collana La Scala, Milano, Rizzoli, 1974-1990.
- Pomo pero, Collana Oscar Oro, Milano, Mondadori, 1987, ISBN 978-88-043-0293-3. - Collana Oscar Scrittori del Novecento, Mondadori, 2001.
- Pomo pero, Collana Piccola biblioteca la scala, Milano, Rizzoli, 2006, ISBN 978-88-170-1110-5.
- Pomo pero, Introduzione di Fernando Bandini, Collana Scrittori contemporanei, Milano, BUR, 2006, ISBN 978-88-170-1283-6.
- in  Opere scelte, Collana I Meridiani, Milano, Arnoldo Mondatori Editore, 2006, ISBN 978-88-04-54925-3.